# Grünpfeil

Zeichen 720: Grünpfeil (Ausführung nach VkBl. 1994, S. 294)

Der Grünpfeil ist nach der deutschen Straßenverkehrs-Ordnung gemäß § 37 Abs. 2 Nr. 1 Satz 8 bis 10 StVO eine nicht leuchtende Ergänzung an Lichtzeichenanlagen, durch die die Wartezeit für Rechtsabbieger bei bestimmten Verkehrssituationen verkürzt wird. Dargestellt wird er durch einen nach rechts gerichteten Pfeil auf einem Zusatzschild rechts neben dem roten Licht der Ampel (Zeichen 720).
Er erlaubt allen Fahrzeugen das Abbiegen nach rechts trotz roten Lichtzeichens an einer Ampel, wenn sie zuvor an der Haltlinie angehalten haben und wenn eine Behinderung oder Gefährdung anderer Verkehrsteilnehmer, insbesondere des Fußgänger- und Fahrzeugverkehrs der freigegebenen Verkehrsrichtung, ausgeschlossen ist. Zeigt die Ampel rotes Licht, dürfen Rechtsabbiegende bei mehreren Fahrstreifen nur aus dem rechten Fahrstreifen heraus abbiegen. Es besteht keine Pflicht, die Erlaubnis des Grünpfeils zu nutzen. Im Gegensatz zu leuchtendem Grünlicht ist Warten vor einem Rotlicht mit Grünpfeil keine Verkehrsbehinderung im Sinne der StVO, auch dann nicht, wenn es sich um einen Abbiegefahrstreifen für Rechtsabbiegende handelt.
Das Rechtsabbiegen mit Grünpfeil ohne vorheriges Anhalten an der Haltlinie ist mit einem Punkt im Fahreignungsregister und einer Geldbuße von 70 Euro belegt, bei Behinderung bzw. Gefährdung anderer Verkehrsteilnehmer steigt das Bußgeld auf bis zu 150 Euro. 77 % der Autofahrer missachten die Pflicht zum Anhalten.
Einige andere Länder haben ähnliche Regelungen wie Deutschland. In Frankreich, den Niederlanden und seit Februar 2019 als Pilotversuch auch in einigen Städten in Deutschland gibt es zudem fahrradspezifische Grünpfeil-Regelungen (siehe Rechts Abbiegen für Radfahrer frei).
Umgangssprachlich wird der Grünpfeil oft abweichend von der StVO als Grüner Pfeil bezeichnet. Der grüne Pfeil nach § 37 Abs. 2 Nr. 1 Satz 3 StVO befindet sich in der Scheibe des grünen Ampellichtes und besagt: „Nur in Richtung des Pfeiles ist der Verkehr freigegeben.“

## Geschichte

Möglichkeit des Rechtsabbiegens bei „Rot“. Bild 23 der StVO 77 aus der im Mai 1979 verbindlich gewordenen TGL 12096/04

In der DDR wurde der Grünpfeil, hier grüner Pfeil genannt, bereits 1978 eingeführt, allerdings ohne Anhaltepflicht. Zuvor war in der DDR das Rechtsabbiegen bei rot generell erlaubt gewesen (so wie heute noch in den USA, siehe unten). Nach der Wiedervereinigung konnten die Schilder jedoch nicht rechtzeitig zum 31. Dezember 1990, mit dessen Ablauf die Straßenverkehrs-Ordnung der DDR außer Kraft treten sollte, abgebaut werden, so dass mit einer Ausnahme-Verordnung vom 11. Dezember 1990 für höchstens ein Jahr verlängert wurde. Aufgrund des großen Widerstands in der Bevölkerung wurde die Regelung jedoch mit einer weiteren Ausnahme-Verordnung für die neuen Bundesländer vom 20. Dezember 1991 bis 31. Dezember 1996 verlängert.
Daneben wurde 1992 von der Bundesanstalt für Straßenwesen eine Studie durchgeführt, die zum Ergebnis kam, dass an Kreuzungen mit Grünpfeilregelung Unfälle nicht häufiger oder schwerer sind als bei einer konventionellen Ampelanlage. Es gab bis 1998 dazu noch vier weitere Untersuchungen von der BASt, die zu ähnlichen Ergebnissen kamen. Gerade Blindenverbände hatten sich vehement gegen die Einführung der Grünpfeilregelung ausgesprochen.
Der Grünpfeil wurde zum 1. März 1994 Bestandteil der bundesdeutschen Straßenverkehrs-Ordnung. Der erste offizielle Grünpfeil im Westen wurde am Stichtag im Berliner Bezirk Reinickendorf enthüllt.

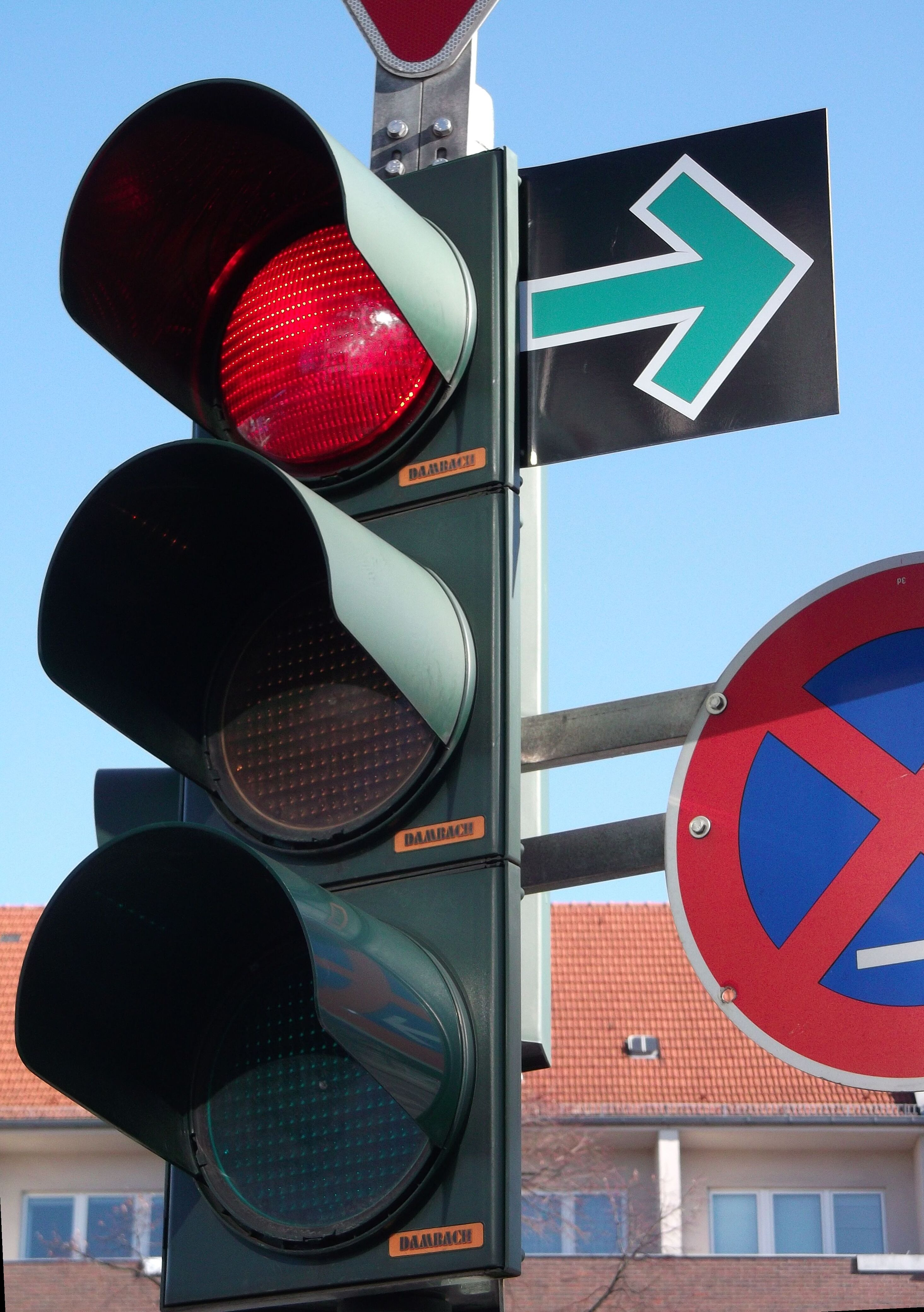
Ampel mit Zeichen 720 „Grünpfeil“

 Seither wird der Grünpfeil auch in den alten Bundesländern an Kreuzungen eingesetzt. 1999 gab es 300 Grünpfeiltafeln in westdeutschen Städten, wohingegen sich fast 2.500 Grünpfeile auf dem Gebiet der DDR befanden. Für 2002 schätzte man etwa 5.000 Grünpfeile in Deutschland, davon 48 % in den alten Bundesländern.
Aufgrund der Gefahrensituation an grünpfeilgeregelten Kreuzungen wurden in der Verwaltungsvorschrift zur Straßenverkehrs-Ordnung die Einsatzbereiche des Grünpfeils immer weiter eingeschränkt. In einigen westdeutschen Städten (z. B. Bielefeld, Elmshorn, Krefeld und Wiesbaden) wurden die anfangs angebrachten Grünpfeile wieder abgebaut. In Hamburg waren zwischen 2002 und 2006 zunächst 362 Grünpfeile montiert worden, nach einem Rückbau an zahlreichen Kreuzungen waren 2014 aber nur noch 191 vorhanden.

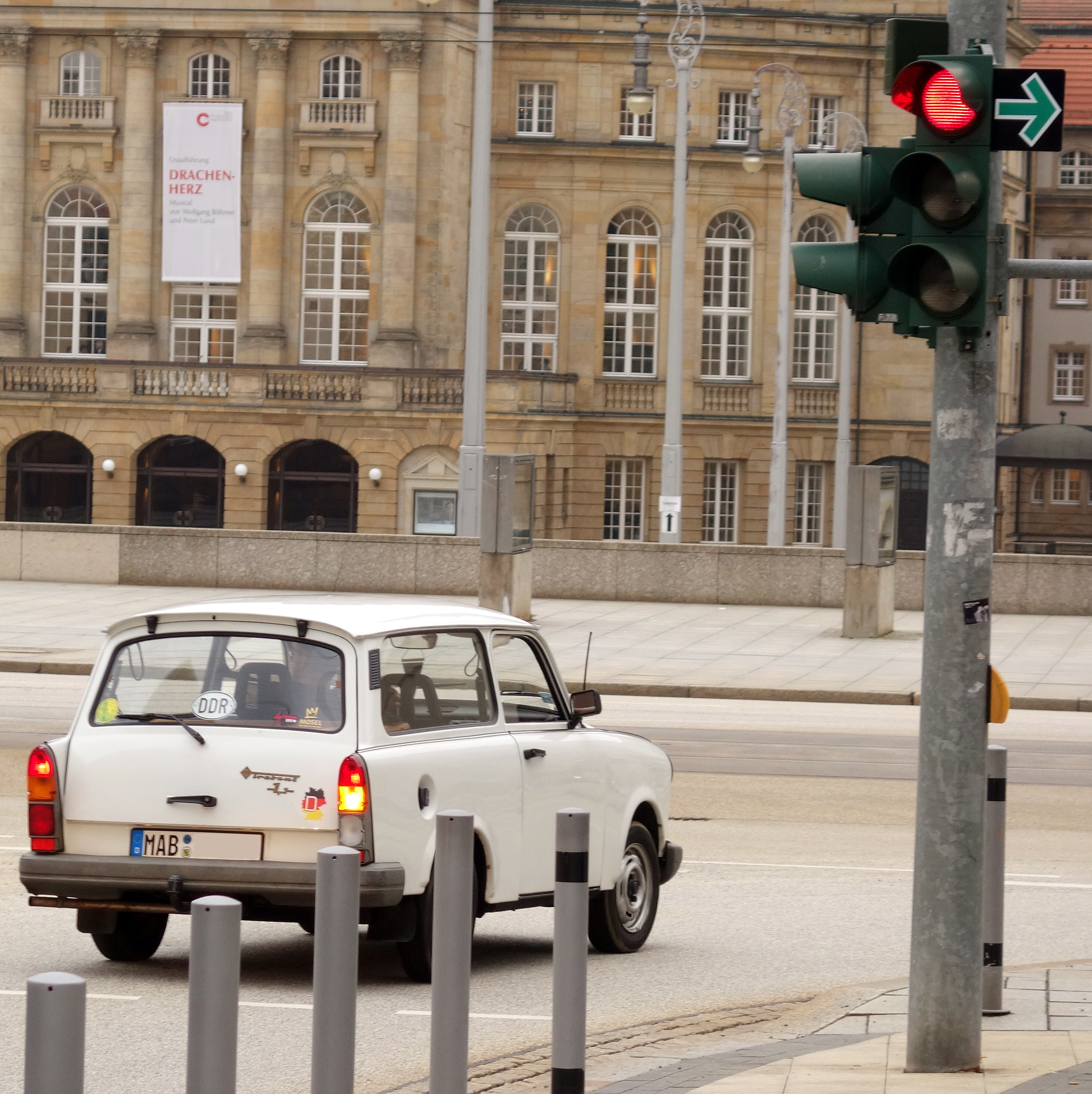
Trotz Rotlicht darf das Auto rechts abbiegen

Das Fernsehmagazin Umschau recherchierte 2018 die Entwicklung des Grünpfeils in mitteldeutschen Großstädten. Im Vergleich zu der für 2003 von der Bundesanstalt für Straßenwesen festgestellten Anzahl gab es überwiegend Abnahmen:
- − 37 %: Magdeburg
- − 34 %: Leipzig
- − 34 %: Chemnitz
- − 11 %: Halle
- − 06 %: Dresden
- 00 0 %: Jena
- + 24 %: Erfurt

Eine Sprecherin des Straßen- und Tiefbauamts Leipzig gab an:

„Unsere Beobachtungen haben leider gezeigt, dass das Verhalten der Verkehrsteilnehmer an den Grünpfeilen nicht immer den Regelungen der Straßenverkehrs-Ordnung entspricht. Sobald die Unfalllage auffällig ist oder es sich sogar um Unfälle handelt, entfernen wir den Grünpfeil.“

1999 wurde bei der Bundesanstalt für Straßenwesen eine Projektgruppe „Grünpfeil“ eingerichtet, die Ausschluss- und Abwägungskriterien entwickelt hat. Die Empfehlungen der Projektgruppe wurden nicht alle in der Novellierung der Verwaltungsvorschrift zur StVO übernommen.
Die Richtlinien für Lichtsignalanlagen der Forschungsgesellschaft für Straßen- und Verkehrswesen formulieren ebenfalls weiter Ausschluss- und Abwägungskriterien.
Ein Fachartikel zum Grünpfeil schließt mit der Erkenntnis:

„Der Grünpfeil hat ein nicht zu unterschätzendes Gefährdungspotential und darf deshalb nur unter strikter Beachtung der Hinweise der Verwaltungsvorschrift zur StVO und des Grünpfeil-Berichts der Projektgruppe ‚Grünpfeil‘ angewendet werden.“

In § 37 Abs. 2 StVO Wechsellichtzeichen, Dauerlichtzeichen und Grünpfeil ist das Verhalten am Grünpfeil geregelt: Nach dem Anhalten ist das Abbiegen nach rechts auch bei Rot erlaubt, wenn rechts neben dem Lichtzeichen Rot ein Schild mit grünem Pfeil auf schwarzem Grund (Grünpfeil) angebracht ist. Der Fahrzeugführer darf nur aus dem rechten Fahrstreifen abbiegen. Er muss sich dabei so verhalten, dass eine Behinderung oder Gefährdung anderer Verkehrsteilnehmer, insbesondere des Fußgänger- und Fahrzeugverkehrs der freigegebenen Verkehrsrichtung, ausgeschlossen ist.
In der Allgemeinen Verwaltungsvorschrift zur Straßenverkehrs-Ordnung sind zahlreiche Einschränkungen für die Einsatzbereiche des Grünpfeils festgelegt:
Der Einsatz des Schildes mit grünem Pfeil auf schwarzem Grund (Grünpfeil) kommt nur in Betracht, wenn der Rechtsabbieger Fußgänger- und Fahrzeugverkehr der freigegebenen Verkehrsrichtungen ausreichend einsehen kann, um die ihm auferlegten Sorgfaltspflichten zu erfüllen. Es darf nicht verwendet werden, wenn
- dem entgegenkommenden Verkehr ein konfliktfreies Abbiegen nach links signalisiert wird. Konfliktfreies Abbiegen nach links wird beispielsweise signalisiert, wenn links hinter der Kreuzung ein Licht mit grünem Pfeil angebracht ist oder in der Ampel ein grüner Pfeil verwendet wird.
- Pfeile in den für den Rechtsabbieger gültigen Lichtzeichen die Fahrtrichtung vorschreiben.
- beim Rechtsabbiegen Gleise von Schienenfahrzeugen gekreuzt oder befahren werden müssen.
- der freigegebene Fahrradverkehr auf dem zu kreuzenden Radweg für beide Richtungen zugelassen ist oder der Fahrradverkehr trotz Verbotes in der Gegenrichtung in erheblichem Umfang stattfindet und durch geeignete Maßnahmen nicht ausreichend eingeschränkt werden kann.
- für das Rechtsabbiegen mehrere markierte Fahrstreifen zur Verfügung stehen oder
- die Lichtzeichenanlage überwiegend der Schulwegsicherung dient.
- An Kreuzungen und Einmündungen, die häufig von seh- oder gehbehinderten Personen überquert werden, soll die Grünpfeil-Regelung nicht angewandt werden. Ist sie ausnahmsweise an Kreuzungen oder Einmündungen erforderlich, die häufig von Blinden oder Sehbehinderten überquert werden, so sind Lichtzeichenanlagen dort mit akustischen oder anderen geeigneten Zusatzeinrichtungen auszustatten.[10]

An Knotenzufahrten mit Grünpfeil ist das Unfallgeschehen regelmäßig mindestens anhand von Unfallsteckkarten auszuwerten. Im Falle einer Häufung von Unfällen, bei denen der Grünpfeil ein unfallbegünstigender Faktor war, ist der Grünpfeil zu entfernen, soweit nicht verkehrstechnische Verbesserungen möglich sind. Eine Unfallhäufung liegt in der Regel vor, wenn in einem Zeitraum von drei Jahren zwei oder mehr Unfälle mit Personenschaden, drei Unfälle mit schwerwiegendem oder fünf Unfälle mit geringfügigem Verkehrsverstoß geschehen sind.

Das 2020 neu eingeführte Zeichen 721: „Grünpfeilschild mit Beschränkung auf den Radverkehr“

## Weitere Ausschluss- und Abwägungskriterien

Blockieren der Fußgängerfurt, da der LKW-Fahrer erst vorfahren muss, um ausreichende Sicht zu haben

Von der Forschungsgesellschaft für Straßen- und Verkehrswesen ist die Teilfortschreibung 2003 der Richtlinien für Lichtsignalanlagen herausgegeben worden. Diese Teilfortschreibung ist vom Bundesministerium für Verkehr, Bau- und Wohnungswesen mit Schreiben vom 12. März 2004 für den Bereich der Bundesfernstraßen eingeführt worden. Für den Bereich der anderen Straßen ist die Einführung empfohlen worden.
In der Teilfortschreibung 2003 sind weiter Ausschluss- und Abwägungskriterien formuliert worden:
- Voraussetzung für die Grünpfeilregelung ist die ausreichende Sicht der „Grünpfeilnutzer“ auf die freigegebene Verkehrsrichtung.
- Bei abgesetzter Radwegefurt kommt es häufig zur Blockierung dieser Furt. Dies ist ähnlich wie bei Kreuzungen und Einmündungen mit Vorfahrt regelnden Verkehrszeichen. Dann ist entweder eine andere Radwegeführung zu wählen oder auf die Grünpfeil-Regelung zu verzichten.
- Der Grünpfeil sollte nicht verwendet werden, wenn der freigegebene Radverkehr gesondert signalisiert wird.
- Ebenfalls sollte der Grünpfeil nicht verwendet werden, wenn im Knotenpunktbereich Aufstellflächen für den Radverkehr sind, die dann von Kraftfahrern bei „Grünpfeilnutzung“ überfahren werden.
- Wegen der hohen Geschwindigkeiten sollte der Grünpfeil außerhalb bebauter Gebiete nicht eingesetzt werden.

Bei folgenden Bedingungen ist der Einsatz des Grünpfeils sorgfältig zu prüfen:
- Wenn durch viele Fahrstreifen und Fahrtbeziehungen der „Grünpfeil-Abbieger“ überfordert ist.
- Wenn häufig lange Fahrzeuge nach Grünpfeil-Regelung abbiegen und die Fußgängerfurt blockieren (siehe Abbildung).
- Wenn rechtsabbiegende Lastkraftwagen wegen der Knotengeometrie die Verkehrsfläche des von rechts kommenden Verkehrs überstreichen.
- Wenn aus der von rechts kommenden Fahrtrichtung regelmäßig Wendefahrten vorgenommen werden.

## Verkehrssicherheit
Im Auftrag der Unfallforschung der Versicherer untersuchte die Technische Universität Dresden die Auswirkungen des Grünpfeils auf die Sicherheit an Kreuzungen und Einmündungen und der mit dem Grünpfeil versehenen Zufahrten.
Aus einer Befragung konnten Hinweise zur Anwendungspraxis abgeleitet werden, Verhaltensbeobachtungen gaben Aufschluss zur Nutzung und Akzeptanz der Verkehrsteilnehmer und Reisezeitmessungen Hinweise auf Zeit- und Kraftstoffverbrauch.
- Die Unfallanalyse von 200 Knotenarmen mit Grünpfeil zeigt, dass in diesen Zufahrten die mit Abstand höchsten Anteile nichtmotorisierter Unfallbeteiligter auftreten. Die Untersuchung konnte örtliche Unfallhäufungen aufzeigen, eine grundsätzliche statistische Auffälligkeit wurde allerdings nicht nachgewiesen.
- Die Befragung von 75 Städten mit mehr als 100.000 Einwohnern zeigte, dass die definierten Ausschlusskriterien der Verwaltungsvorschrift zur Straßenverkehrs-Ordnung zu §37 oft nicht umfassend eingehalten werden und dies häufig zu Lasten des Schutzes der schwachen Verkehrsteilnehmer geht. Sofern aber Grünpfeile angebracht sind überprüfen die Städte das Unfallgeschehen regelmäßig.
- Die Verhaltensbeobachtungen bestätigen, dass die Grünpfeilregelung von den Autofahrern gerne angenommen wird, der Anhaltepflicht dabei aber zu meist nicht nachgekommen wird. Blockierungen führen zu einem erhöhten Gefährdungspotenzial von Fußgänger- oder Radfahrfurten.
- Aus den durchgeführten Reisezeitmessungen kann kein oder nur ein sehr marginaler Nutzen für Kraftfahrzeugführer und Umwelt abgeleitet werden.

## Andere Länder

Zusatzschild in Chile

Australisches "left turn on red"-Zeichen

### Nordamerika
In fast allen Bundesstaaten der USA (Ausnahme Staat New York) sowie in allen Provinzen Kanadas (Ausnahme Île de Montréal) ist das Rechts-Abbiegen an roten Ampeln grundsätzlich erlaubt. An manchen Kreuzungen verbietet jedoch ein Schild mit der Aufschrift „NO TURN ON RED“ (Kein [Rechts-]Abbiegen bei rot), das sozusagen das Gegenteil zum Grünpfeil darstellt, das Abbiegen. In New York (hier ist das Abbiegen bei rot allgemein verboten) existiert eine mit Deutschland vergleichbare Regelung (Schild: Turn on red permitted).

### Südamerika
In Chile und Kolumbien gilt eine der deutschen Rechtslage vergleichbare Regelung.

### Asien und Australien
In China gilt dieselbe Regelung wie in den USA, d. h. Abbiegen bei rot ist (auch in Großstädten wie Shanghai oder Peking) allgemein erlaubt. Ein Verbot kann durch eine rote Rechtsabbiegerampel an einzelnen Kreuzungen angeordnet werden. Singapur und Thailand kennen ähnliche Regelungen wie Deutschland.
Australien (Linksverkehr) erlaubt das Abbiegen nur mit Zusatzschild, vergleichbar Deutschland.

### Europa
Die Möglichkeit, trotz rotem Ampellicht rechts (bzw. links in Ländern mit Linksverkehr) abzubiegen wie in Deutschland, besteht in ähnlicher Form auch in Frankreich, Polen, Rumänien, Slowenien, Tschechien und der Ukraine. In Österreich wurde der Grünpfeil (auf weißem Grund) mit Wirkung vom 1. April 2019 eingeführt. Die Regelung nimmt Fahrzeuge mit einem höchsten zulässigen Gesamtgewicht ab 7,5 Tonnen aus. In Litauen wurde die deutsche Regel exakt übernommen. Auch der Einsatz erfolgt nach den deutschen Richtlinien. Im Oktober 2014 wurde jedoch die Abschaffung zum 1. Januar 2020 beschlossen. Die Grünpfeile in Litauen wurden am 1. Januar 2020 abgeschafft. Trotz der Bekanntgabe des Termins für die Abschaffung der Grünpfeile im Oktober 2014 waren viele Stadtverwaltungen nicht auf Alternativen vorbereitet, was im Januar 2020 zu erheblicher öffentlicher Empörung führte. Die Regierung hat die Rückgabe der Grünpfeile als Reaktion auf die Situation zugelassen, aber jeder grüne Pfeil muss mit der Agentur für Verkehrskompetenz des Verkehrsministeriums koordiniert werden. Die Agentur führt eine Bewertung eines Grünpfeiles hinsichtlich Verkehrssicherheit und Verkehrskapazität durch. In Slowenien wurde am 20. August 2021 der erste Grünpfeil montiert, sodass das Grünabbiegen auch in der Praxis möglich wird.